# Matrična metaloproteinaza
Matrične metaloproteinaze (MMP), takođe poznate kao matriksini, su od kalcijuma zavisne endopeptidaze koje sadrže cink; preostali članovi familije su adamalizini, seralizini, i astacini. MMP enzimi pripadaju velikoj familiji proteaza pod nazivom metcinkova superfamilija.
Kolektivno, ovi enzimi imaju sposobnost degradacije svih vrsta proteina ekstracelularne matrice, mada mogu da deluju i na niz bioaktivnih molekula. Poznato je da učestvuju u presecanju receptora na ćelijskoj površini, otpuštanju apoptoznih liganda (kao što je FAS ligand), i hemokin/citokin inaktivaciji. Smatra se da MMP enzimi isto tako učestvuju u ćelijskoj proliferaciji, migraciji (adheziji/disperziji), diferencijaciji, angiogenezi, apoptozi, i odbrani domaćina.
MMP enzimi su privi put opisani kod kičmenjaka (1962), uključujući ljude, a kasnije je utvrđeno da su prisutni i kod beskičmenjaka i biljki. Oni se razlikuju od drugih endopeptidaza po njihovoj zavisnosti od metalnih jona kao kofaktora, njihovoj sposobnosti da degradiraju ekstracelularnu matricu, i njihovoj specifičnoj evolucionarnoj DNK sekvenci.

## Literatura
- Synergistic effect of stromelysin-1 (matrix metalloproteinase-3) promoter (-1171 5A->6A) polymorphism in oral submucous fibrosis and head and neck lesions.Chaudhary AK, Singh M, Bharti AC, Singh M, Shukla S, Singh AK, Mehrotra R. BMC Cancer. 2010 Jul 14;10:369.

## Spoljašnje veze
- MBInfo – Matrix metalloproteinases (MMPs) facilitate extracellular matrix disassembly
- The Matrix Metalloproteinase Protein
- Extracellular proteolysis at fibrinolysis.org
- Currently identified substrates for mammalian MMPs at clip.ubc.ca
- Matrix+metalloproteinases на 